# Who Discovered the North Pole?
Who Discovered the North Pole? è un cortometraggio muto del 1909. Il nome del regista non viene riportato nei credit del film.

## Trama
Due amici passano il tempo a discutere su chi sia il primo esploratore ad aver raggiunto il Polo Nord: uno è sicuro che sia stato Peary, l'altro Cook. Chiunque si trovi sulla loro strada viene interpellato per appoggiare o l'una o l'altra tesi. Ma non serve a nulla, perché ancora adesso nessuno sa con certezza chi sia stato ad arrivare al Polo per primo.

## Produzione
Il film fu prodotto dalla Lubin Manufacturing Company.

## Distribuzione
Distribuito dalla Lubin Manufacturing Company, il film - un cortometraggio della lunghezza di 163 metri - uscì nelle sale cinematografiche statunitensi il 4 ottobre 1909. Nelle proiezioni, veniva programmato con il sistema dello split reel, accorpato in un'unica bobina con un altro cortometraggio prodotto dalla Lubin, il fantastico Billiken.